# Mercurio passa davanti il Sole
Mercurio passa davanti il Sole è un dipinto di Giacomo Balla che rappresenta un fenomeno realmente avvenuto il 7 novembre 1914 dalle ore 12:02, ossia il transito di Mercurio sul Sole. Il fenomeno è raro, e si verifica circa 13-14 volte in un secolo.

## Storia
Giacomo Balla era appassionato di astronomia e possessore di un telescopio e così  Balla osservò questo fenomeno che non avveniva da secolo  e ne trasse un quadro.
La figlia Elica ricorda ciò che avvenne quel giorno: